# 여신전생: 디지털 데빌 사가
여신전생: 디지털 데빌 사가(Shin Megami Tensei: Digital Devil Saga, Digital Devil Saga アバタール・チューナー)는 아틀러스 (기업)가 플레이스테이션 2용으로 개발한 롤플레잉 비디오 게임의 듀올로지이다. 이 게임들은 여신전생 시리즈의 파생물이다. 첫 번째 디지털 데빌 사가는 2004년 일본, 2005년 북미, 2006년 유럽에 출시되었다. 후속편인 여신전생: 디지털 데빌 사가 2는 2005년 일본과 북미, 2007년 유럽과 호주에서 출시되었다. 이 게임은 유럽과 오스트랄라시아에서 고스트라이트(Ghostlight)에 의해, 다른 지역에서는 아틀러스와 북미 자회사인 아틀러스 USA에 의해 출판되었다.
디지털 데빌 사가는 정크야드(Junkyard)라는 디지털 세계에서 다른 다섯 부족과 싸우는 부족인 엠브리언(Embryon)을 따르다. 악마의 힘을 부여하는 악마 바이러스에 감염된 엠브리언은 "너바나"(Nirvana)로 올라가기 위해 다른 부족과 싸우고 잡아먹어야 한다. 분쟁 중에 그들은 악마의 힘을 진정시키는 힘을 가진 세라라는 여성을 보호한다. 디지털 데빌 사가 2에서 황폐화된 현실 세계로 탈출한 엠브리언은 재앙의 근원과 밀접하게 연관되어 있는 카르마 협회에 맞서 싸우게 된다. 두 타이틀의 게임 플레이는 대규모 환경에서 플레이 가능한 캐릭터의 3인칭 탐색 기능과 악마 괴물 및 인간 적에 대한 턴 기반 게임 플레이를 특징으로 한다.
디지털 데빌 사가는 2002년 이전에 뉴 가데스(New Goddess)라는 가제로 개발을 시작했다. 게임의 컨셉과 원본 초안은 일본 작가 고다이 유가 작성했으며, 그는 건강 문제로 프로젝트에서 물러날 때까지 아틀라스 각본가 사토미 다다시와 협력했다. 캐릭터가 악마로 변신하는 게임 플레이 컨셉은 여신전생의 미사용된 아이디어를 기반으로 했다. 두 번째 게임은 첫 번째 게임 직후 개발을 시작했으며, 주요 개발 노력은 게임 플레이를 개선하고 개선하는 데 집중되었다. 두 게임 모두 스토리, 그래픽, 게임 플레이 측면에서 비평가들로부터 큰 호평을 받았다. 출시 이후 이 게임은 모바일 속편에 영감을 주었고 고다이는 스토리의 원래 전제를 바탕으로 일련의 소설을 썼다.